# Super Bowl V
O Super Bowl V, a quinta edição do Super Bowl e foi a primeira Final da NFL na era-moderna, foi um jogo de futebol americano entre o campeão da American Football Conference (AFC), Baltimore Colts, e o campeão da National Football Conference (NFC), Dallas Cowboys, para decidir o campeão da NFLna temporada de 1970. Os Colts derrotaram os Cowboys pelo placar de 16-13. O jogo foi disputado em 17 de janeiro de 1971, no Orange Bowl em Miami, Flórida, esse foi o primeiro jogo do Super Bowl jogado em grama artificial, na primeira geração do Poly-Turf.
Este foi o primeiro Super Bowl jogado após a conclusão da fusão AFL-NFL. Começando com este jogo e continuando até os dias atuais, o Super Bowl serviu como a Final da NFL, com o vencedor do AFC Championship Game e o vencedor do NFC Championship Game se enfrentando. De acordo com o acordo de fusão, todas as 26 equipes da AFL e da NFL foram divididas em duas conferências com treze equipes em cada uma. Juntamente com os Colts, o Cleveland Browns e o Pittsburgh Steelers concordaram em se juntar às dez equipes da AFL para formar a AFC; os restantes 13 times da NFL formaram a NFC. Isso explica por que os Colts representaram a NFL no Super Bowl III e a AFC no Super Bowl V. 
Baltimore avançou para o Super Bowl V depois de ter feito uma campanha de 11-2-1 na temporada regular. Enquanto isso, os Cowboys estavam fazendo sua primeira aparição no Super Bowl depois de ter feito uma campanha de 10-4 na temporada regular.
O jogo é às vezes chamado de "Blunder Bowl", "Blooper Bowl" ou "Stupor Bowl", porque foi um jogo ruim com faltas, turnovers e vários outros erros. As duas equipes combinaram para um recorde do Super Bowl de onze turnovers, com cinco no quarto quarto. Os sete turnovers dos Colts continuam sendo a maior marca de um campeão do Super Bowl. Dallas também estabeleceu um recorde no Super Bowl com dez faltas, custando-lhes 133 jardas. O jogo foi decidido quando o kicker novato dos Colts, Jim O'Brien, fez um field goal de 32 jardas com cinco segundos restantes no tempo regulamentar. 
Esse foi o único Super Bowl em que o MVP foi dado a um membro da equipe perdedora: o quarterback dos Cowboys, Chuck Howley, o primeiro quarterback a ganhar o prêmio depois de ter duas interceptações (sacks e tackles ainda não eram estatisticas oficiais).

## Antes do jogo
A NFL concedeu os direitos de hospedagem do Super Bowl V para a cidade de Miami dez meses antes, em 17 de março de 1970, na reunião de proprietários realizada em Honolulu.

### Baltimore Colts

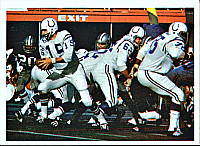
Earl Morrall (com a bola) executando uma jogada durante o Super Bowl V.

Os Colts eram uma equipa veterana, liderada pelo quarterback Johnny Unitas, de 37 anos. Ele havia recuperado seu posto de titular em 1969 ao se recuperar de uma lesão que o levou a perder a maior parte da temporada de 1968. Unitas jogou de forma inconsistente durante a temporada regular de 1970; ele teve 2.213 jardas, mas registrou mais interceptações do que touchdowns. Ele também teve problemas com lesões, perdeu dois jogos da temporada regular e deu a Earl Morrall um tempo de jogo mais significativo. Morrall apresentou estatísticas melhores (792 jardas, 9 touchdowns, 4 interceptações e 97.6 de rating), mas o treinador Don McCafferty decidiu que Unitas seria o titular nos playoffs.
Além disso, Baltimore tinha três armas sólidas no jogo de passes: os Wide receiver Eddie Hinton e Roy Jefferson e o tight end futuro Hall of Fame, John Mackey, combinados para 119 recepções, 1.917 jardas e 15 touchdowns. No backfield, o running back Norm Bulaich foi o melhor corredor da equipe, com 426 jardas e 3 touchdowns, além de receber 11 passes para mais 123 jardas.
A principal força dos Colts era a defesa. O Defensive tackle Bubba Smith ancorava a linha. Atrás dele, os Colts tinham dois linebackers proeminentes: Mike Curtis (que teve 5 interceptações) e Ted Hendricks. Na secundária, o Safety Jerry Logan registrou 6 interceptações para 92 jardas de retorno e 2 touchdowns, enquanto Rick Volk teve 4 interceptações para 61 jardas de retorno.
Baltimore terminou a temporada regular vencendo a AFC East com um recorde de 11-2-1, o melhor da AFC.

### Dallas Cowboys
Os Cowboys superaram muitos obstáculos durante a temporada regular. O running back Calvin Hill, o segundo melhor corredor da equipe, com 577 jardas e quatro touchdowns, foi perdido no ano passado depois de sofrer uma contusão na perna. E o wide receiver Bob Hayes foi posto no banco pelo técnico Tom Landry depoisde apresentações ruins em várias ocasiões.
Mais significativamente, os Cowboys tiveram uma controvérsia na posição de quarterback entre Craig Morton e Roger Staubach; os dois alternaram como titulares durante a temporada regular. Landry acabou decidindo por Morton na maior parte da segunda metade da temporada, porque se sentia menos confiante de que Staubach seguiria seu plano de jogo. Além disso, Morton teve bons números na temporada regular, jogando para 1.819 jardas e 15 touchdowns, com apenas sete interceptações, o que lhe valeu um rating de 89.8. Em contraste, Staubach jogou para 542 jardas e apenas dois touchdowns com oito interceptações, dando a ele um rating de 42,9.
Hayes era a principal ameaça da equipe, conseguindo 34 passes para 889 jardas (uma média de 26,1 jardas por recepção) e dez touchdowns, enquanto também correu quatro vezes por 34 jardas e outro touchdown. No outro lado do campo, o wide receiver Lance Rentzel (que seria dispensado nas últimas semanas da temporada após uma taxa de exposição indecente; sendo substituído na equipe titular por Reggie Rucker) registrou 28 recepções para 556 jardas e 5 touchdowns.

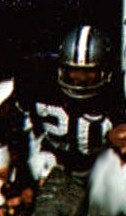
Mel Renfro foi uma parte fundamental da famosa defesa dos Cowboys chamada "Defesa do Doomsday Defense"

No entanto, a principal força no ataque dos Cowboys foi o seu jogo de corrida. O running back novato, Duane Thomas, correu 151 vezes para 803 jardas (uma média de 5,1 jardas por corrida) e cinco touchdowns, enquanto somava outros 416 jardas de retorno de kickoffs. O Fullback Walt Garrison, que substituiu o contundido Hill, forneceu excelente bloqueio a Thomas e correu para 507 jardas e três touchdowns. Garrison também foi um bom recebedor, recebendo 21 passes para 205 jardas e 2 touchdowns. Na frente, o guard selecionado ao Pro Bowl, John Niland e Rayfield Wright, ancoraram a linha ofensiva.
Como os Colts, a força principal dos Cowboys era a defesa. Apelidado de "Doomsday Defense", eles permitiram apenas um touchdown em seus últimos seis jogos antes do Super Bowl. Sua linha foi ancorada pelo futuro defensive tackle do Hall of Fame, Bob Lilly. Atrás dele, os linebackers Lee Roy Jordan, Dave Edwards e Chuck Howley destacaram-se em parar a corrida e na cobertura. Os Cowboys também tiveram um excelente secundária, liderado por Mel Renfro e Herb Adderley, que combinaram para sete interceptações. O Safety Charlie Waters liderou a equipe com cinco interceptações, enquanto o Safety Cliff Harris registrou duas.
Dallas terminou a temporada regular vencendo a NFC East com um recorde de 10-4.

### Playoffs
Nos playoffs, Dallas derrotou Detroit por 5-0 no Cotton Bowl, com um field goal e um Safety. Em seguida, os Cowboys superaram o San Francisco 49ers na Final da NFC por 17-10.
Enquanto isso, os Colts avançaram para o Super Bowl vencendo o Cincinnati Bengals por 17-0 e o Oakland Raiders por 27-17 nos playoffs do Memorial Stadium.

### Notícias Pré-Super Bowl
Para os Colts, o Super Bowl V representou uma chance de se redimir pela humilhante derrota para o New York Jets no Super Bowl III. Volk comentou: "Ir ao jogo pela segunda vez tirou um pouco do temor. Acho que fomos capazes de nos concentrar melhor. Não havia como nos deixar vencer novamente".

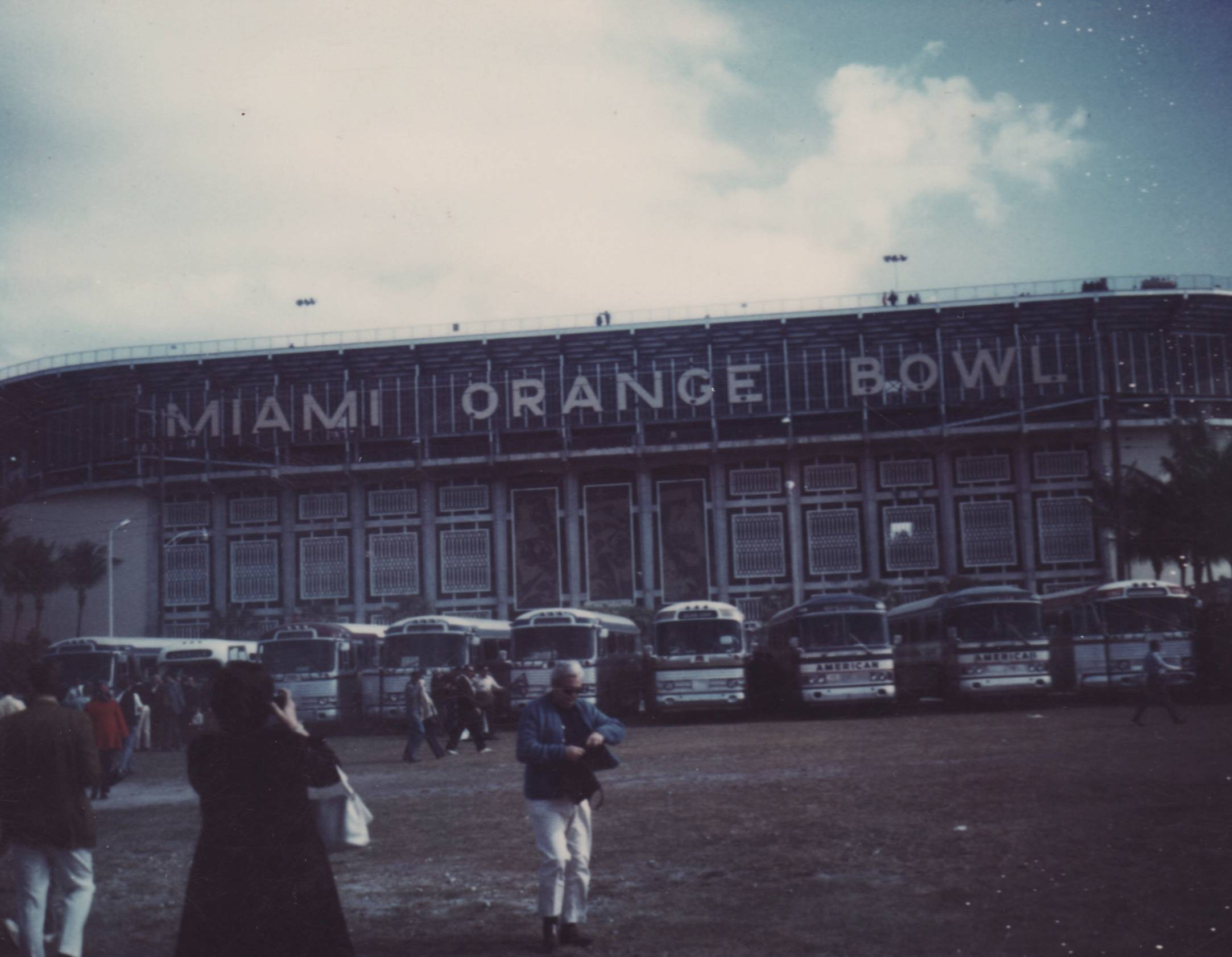
O Orange Bowl de Miami durante o Super Bowl V

Enquanto isso, o jogo foi uma chance para os Cowboys perderem o apelido de "campeões do próximo ano" e sua reputação de "não conseguir vencer os grandes jogos". Nas últimas cinco temporadas, o Dallas venceu mais jogos, 52 de 68, do que qualquer outro time de futebol americano profissional, mas eles ainda não venceram o campeonato. Os Cowboys teve chances de ir para os dois primeiros Super Bowls, mas perdeu por pouco para o Green Bay Packers em 1966 e 1967.
Como o time da casa designado, Dallas foi forçado a usar suas camisas azuis sob as regras vigentes na época, o que não permitia ao time da casa escolher a cor da camisa, ao contrário da temporada regular e dos jogos decisivos que antecederam a partida. Dallas não usava suas camisas azuis em casa desde 1963, já que o gerente geral dos Cowboys, Tex Schramm, optou por fazer com que o time vestisse branco em casa, a fim de apresentar aos fãs um visual consistente. 
O vice-presidente Spiro Agnew, torcedor do Colts desde que a equipe começou a jogar em Baltimore em 1953, participou do jogo. Agnew foi governador de Maryland antes de sua eleição como vice-presidente de Richard Nixon em 1968. O próprio Nixon era um grande fã de futebol americano e tinha uma casa de férias em Key Biscayne, a cerca de dez quilômetros do Miami Orange Bowl.
O pontapé inicial para este jogo foi às 14:00, tornando-se o primeiro horário de início no fuso horário do leste na história do Super Bowl e um dos três Super Bowls a começar pela manhã para os espectadores no fuso horário do Pacífico (os outros foram Super Bowl VI em New Orleans e Super Bowl X em Miami).

## Televisão
O jogo foi transmitido nos Estados Unidos pela NBC com Curt Gowdy sendo o narrador e Kyle Rote sendo o comentarista. O jogo foi o primeiro Super Bowl a ser transmitido ao vivo no estado do Alasca; graças a RCA que adquiriu a Alaska Communications System da Força Aérea dos Estados Unidos.
A transmissão original completa, até a primeira jogada do quarto quarto existe, no entanto, o resto do quarto quarto está faltando. Trechos de transmissões das jogadas cruciais do quarto quarto, recuperados do feed canadense do original da NBC, existem e circulam entre os colecionadores. (Duas compilações de jogos da NFL Films também cobrem as jogadas do quarto quarto, em parte).

## Entretenimento
As bandas da Southern University e do Southeast Missouri State College se apresentaram antes do jogo, enquanto o trompetista Tommy Loy tocou o hino nacional. Loy também tocou o hino antes de todos os jogos dos Cowboys de meados dos anos 1960 até o final dos anos 80. 
A banda de Southeast Missouri State College se apresentou durante o show do intervalo, juntamente com a cantora Anita Bryant.

## Resumo do jogo

### Primeiro quarto
As três primeiras posses do Super Bowl V terminaram em punt. Então, na primeira jogada da segunda campanha dos Colts, o linebacker Chuck Howley interceptou um passe de Johnny Unitas e retornou 22 jardas para a linha 46 jardas do Colts, o primeiro dos 11 turnovers combinados cometidos por ambas as equipes. Os Cowboys não conseguiram tirar proveito da rotatividade desse turnover. Após o punt, o retornador Ron Potts, dos Colts, sofreu um fumble e foi recuperado pelo safety Harris Cliff na linha de 9 jardas dos Colts. Os Cowboys não conseguiram marcar o touchdown e decidiram pelo field goal do kicker Mike Clark, de 14 jardas, para estabelecer uma vantagem de 3-0.

### Segundo quarto
Na primeira campanha dos Colts no segundo quarto, eles se contentaram com mais um field goal de Clark de 30 jardas, esticando o placar para 6-0.
Em sua posse seguinte, o ofensiva de Colts fez uma pausa. Unitas acabou sendo interceptado pelo tight end John Mackey, que correu 75 jardas para marcar um touchdown. Os Cowboys bloquearam o ponto extra de Jim O'Brien e o jogo ficou empatado em 6-6, com O'Brien dizendo que estava "muito nervoso" e hesitou por um segundo a mais antes de chutar.
Aos seis minutos do segundo quarto, Unitas sofreu um fumble e Dallas recuperou a bola na linha de 28 jardas de Baltimore. Eles marcaram o touchdown três jogadas depois, em um passe de 7 jardas de Morton para Thomas para estabelecer uma vantagem de 13-6. A próxima vez que os Colts tiveram a bola, eles rapidamente a devolveram com Unitas sendo interceptados por Renfro. Na hora do passe, Unitas sofreu uma lesão na costa e foi retirado do jogo permanentemente, sendo substituído por Earl Morrall, que foi amplamente culpado pela perda dos Colts no Super Bowl III. Os Cowboys não conseguiram marcar nenhum ponto no turnover. 
Depois de recuperar a posse de bola, o ataque dos Colts, liderada por Morrall, chegou até a linha de 2 jardas dos Cowboys. No entanto, a defesa dos Cowboys endureceu e os Colts não conseguiram pontuar.

### Terceiro Quarto
O segundo tempo foi um desfile de turnovers, jogadas desleixadas, faltas e oportunidades perdidas.
O retornador dos Colts, Jim Duncan, sofreu um fumble no kickoff e Dallas recuperou a bola. Mas eles também sofreram um fumble e este foi recuperado pelos Colts. O energizado Colts, em seguida, dirigiu-se à linha de 44 jardas dos Cowboys, mas não pontuou pois a tentativa de field goal de 52 jardas de O'Brien ficou aquém dos postes da baliza.

### Quarto Quarto
Na primeira jogada do quarto quarto, Morrall sofreu uma interceptação de Howley na end zone para preservar a vantagem de 13-6 do Cowboys.
Algumas jogadas depois, Morton deu um passe que foi interceptado pelo safety dos Colts, Rick Volk, que retornou a bola 30 jardas para a linha de 3 jardas dos Cowboys (Morrall mais tarde se referiu a essa jogada como a jogada do jogo). Duas jogadas depois, os Colts marcou um touchdown em uma corrida de 2 jardas executado por Nowatzke. O ponto extra de O'Brien passou pelos postes para empatar o jogo em 13-13. (O'Brien diz que ele estava muito mais calmo e confiante nesse ponto extra do que no primeiro, que foi bloqueado).
Faltando apenas 9 segundos para o final da partida, O'Brien fez um field goal de 32 jardas, dando a Baltimore uma vantagem de 16-13. O'Brien diz que estava "no automático" e estava tão calmo e concentrado que não ouviu nada e viu apenas a bola. Em uma imagem duradoura do Super Bowl V, após o field goal de O'Brien, Bob Lilly, tirou o capacete e arremessou-o no ar em desgosto.
Os Cowboys receberam a bola novamente em sua linha de 40 jardas com alguns segundos restantes mas o passe de Morton para Garrison foi interceptado por Logan na linha de 29 jardas de Baltimore, e o tempo terminou.

### Pós-Jogo
Morrall foi o melhor jogador do jogo, com 7 de 15 passes para 147 jardas, com 1 interceptação. Antes de ser retirado do jogo, Unitas completou 3 de 9 passes para 88 jardas e um touchdown, com 2 interceptações. Morton completou mais passes do que Morrall e Unitas juntos (12), mas terminou o jogo com 118 jardas a menos (127), e foi interceptado 3 vezes (todos no quarto quarto). Mackey foi o melhor recebedor do jogo com 2 recepções para 80 jardas e um touchdown. Nowatzke foi o melhor corredor dos Colts com 33 jardas e um touchdown, enquanto também pegava um passe de 47 jardas. O running back de Dallas, Walt Garrison, foi o principal corredor do jogo com 65 jardas e acrescentou 19 jardas em recepções de 2 passes.
"Achamos que poderíamos vencer se o nosso ataque não nos colocasse em muitos buracos", disse Billy Ray Smith, jogador de 35 anos dos Colts, que estava jogando em seu último jogo da NFL.
O Defensive end dos Colts, Bubba Smith, mais tarde se recusaria a usar o seu anel do Super Bowl V por causa do seu jogo "desleixado".
Don McCafferty se tornou o primeiro treinador novato a ganhar um Super Bowl. O feito não se repetiu até que George Seifert levou o San Francisco 49ers à vitória no Super Bowl XXIV. McCafferty também foi o primeiro treinador vencedor de Super Bowl que não usou casaco e gravata, optando por uma camiseta de manga curta com gola olímpica.

### Box score
Super Bowl V: Baltimore Colts 16, Dallas Cowboys 13
|               | 1 | 2  | 3 | 4  | Total |
| ------------- | - | -- | - | -- | ----- |
| Colts (AFC)   | 0 | 6  | 0 | 10 | 16    |
| Cowboys (NFC) | 3 | 10 | 0 | 0  | 13    |

em Orange Bowl, Miami, Florida
- Data: January 17, 1971
- Horário: 2:00 p.m. EST
- Temperatura: 21 °C, claro[13]

| \| Quarto \| Tempo \| Campanha \| Campanha \| Campanha \| Time \| Informação \| Resultado \| Resultado \| \| Quarto \| Tempo \| Jogadas \| Jardas \| TDP \| Time \| Informação \| BAL \| DAL \| \| ------------------------------------------ \| ------------------------------------------ \| ------------------------------------------ \| ------------------------------------------ \| ------------------------------------------ \| ------------------------------------------ \| ------------------------------------------------------------------------------------------ \| --------- \| --------- \| \| 1 \| 5:32 \| 3 \| 2 \| 1:40 \| DAL \| Field goal de 14 jardas de Mike Clark \| 0 \| 3 \| \| 2 \| 14:52 \| 8 \| 58 \| 3:12 \| DAL \| Field goal de 30 jardas de Mike Clark \| 0 \| 6 \| \| 2 \| 14:10 \| 3 \| 75 \| 0:42 \| BAL \| Passe de Johnny Unitas para uma recepção de 75 jardas de John Mackey, Jim O'Brien faz o EP \| 6 \| 6 \| \| 2 \| 7:53 \| 3 \| 28 \| 1:07 \| DAL \| Passe de Craig Morton para uma recepção de 7 jardas de Duane Thomas, Clark faz o EP \| 6 \| 13 \| \| 4 \| 7:35 \| 2 \| 3 \| 0:35 \| BAL \| Corrida de 2 jardas para o touchdown de Tom Nowatzke, O'Brien faz o EP \| 13 \| 13 \| \| 4 \| 0:05 \| 2 \| 3 \| 0:52 \| BAL \| Field goal de 32 de O'Brien \| 16 \| 13 \| \| "TDP" = tempo de posse. "EP" = Extra Point \| "TDP" = tempo de posse. "EP" = Extra Point \| "TDP" = tempo de posse. "EP" = Extra Point \| "TDP" = tempo de posse. "EP" = Extra Point \| "TDP" = tempo de posse. "EP" = Extra Point \| "TDP" = tempo de posse. "EP" = Extra Point \| "TDP" = tempo de posse. "EP" = Extra Point \| 16 \| 13 \| |                                            |                                            |                                            |                                            |                                            |                                                                                            |           |           |
| Quarto | Tempo                                      | Campanha                                   | Campanha                                   | Campanha                                   | Time                                       | Informação                                                                                 | Resultado | Resultado |
| Quarto | Tempo                                      | Jogadas                                    | Jardas                                     | TDP                                        | Time                                       | Informação                                                                                 | BAL       | DAL       |
| 1 | 5:32                                       | 3                                          | 2                                          | 1:40                                       | DAL                                        | Field goal de 14 jardas de Mike Clark                                                      | 0         | 3         |
| 2 | 14:52                                      | 8                                          | 58                                         | 3:12                                       | DAL                                        | Field goal de 30 jardas de Mike Clark                                                      | 0         | 6         |
| 2 | 14:10                                      | 3                                          | 75                                         | 0:42                                       | BAL                                        | Passe de Johnny Unitas para uma recepção de 75 jardas de John Mackey, Jim O'Brien faz o EP | 6         | 6         |
| 2 | 7:53                                       | 3                                          | 28                                         | 1:07                                       | DAL                                        | Passe de Craig Morton para uma recepção de 7 jardas de Duane Thomas, Clark faz o EP        | 6         | 13        |
| 4 | 7:35                                       | 2                                          | 3                                          | 0:35                                       | BAL                                        | Corrida de 2 jardas para o touchdown de Tom Nowatzke, O'Brien faz o EP                     | 13        | 13        |
| 4 | 0:05                                       | 2                                          | 3                                          | 0:52                                       | BAL                                        | Field goal de 32 de O'Brien                                                                | 16        | 13        |
| "TDP" = tempo de posse. "EP" = Extra Point | "TDP" = tempo de posse. "EP" = Extra Point | "TDP" = tempo de posse. "EP" = Extra Point | "TDP" = tempo de posse. "EP" = Extra Point | "TDP" = tempo de posse. "EP" = Extra Point | "TDP" = tempo de posse. "EP" = Extra Point | "TDP" = tempo de posse. "EP" = Extra Point                                                 | 16        | 13        |

## Estatísticas

### Comparação
|                                   | Baltimore Colts | Dallas Cowboys |
| --------------------------------- | --------------- | -------------- |
| Primeira descida                  | 14              | 10             |
| Corridas para Primeira descida    | 4               | 4              |
| Passes para Primeira descida      | 6               | 5              |
| Faltas que deram Primeira descida | 4               | 1              |
| Eficiência em Terceira descida    | 3/11            | 1/13           |
| Eficiência em Quarta descida      | 0/1             | 0/0            |
| Jardas corridas                   | 69              | 102            |
| Tentativas de corridas            | 31              | 31             |
| Jardas por corrida                | 2.2             | 3.3            |
| Passes – Completos/Tentativa      | 11/25           | 12/26          |
| Vezes sacado-total de jardas      | 0–0             | 2–14           |
| Interceptações                    | 3               | 3              |
| Jardas passadas                   | 260             | 113            |
| Total de jardas                   | 329             | 215            |
| Punt returnados-total de jardas   | 5–12            | 3–9            |
| Kickoff returnado-total de jardas | 4–90            | 3–34           |
| Interceptações- total de jardas   | 3–57            | 3–22           |
| Punts-Jardas por punt             | 4–41.5          | 9–41.9         |
| Fumbles-Perdidos                  | 5–4             | 1–1            |
| Faltas-total de jardas            | 4–31            | 10–133         |
| Tempo de posse                    | 28:37           | 31:23          |
| Turnovers                         | 7               | 4              |

### Líderes individuais
| Colts passando a bola | Colts passando a bola | Colts passando a bola | Colts passando a bola | Colts passando a bola | Colts passando a bola |
|                       | C/Ten1                | Jardas                | TD                    | INT                   | Rating                |
| --------------------- | --------------------- | --------------------- | --------------------- | --------------------- | --------------------- |
| Johnny Unitas         | 3/9                   | 88                    | 1                     | 2                     | 68.1                  |
| Earl Morrall          | 7/15                  | 147                   | 0                     | 1                     | 54.0                  |
| Sam Havrilak          | 1/1                   | 25                    | 0                     | 0                     | 118.8                 |
| Colts correndo        |                       |                       |                       |                       |                       |
|                       | Cor2                  | Jardas                | TD                    | LG3                   | Jds/Cor               |
| Tom Nowatzke          | 10                    | 33                    | 1                     | 9                     | 3.30                  |
| Norm Bulaich          | 18                    | 28                    | 0                     | 8                     | 1.56                  |
| John Unitas           | 1                     | 4                     | 0                     | 4                     | 4.00                  |
| Sam Havrilak          | 1                     | 3                     | 0                     | 3                     | 3.00                  |
| Earl Morrall          | 1                     | 1                     | 0                     | 1                     | 1.00                  |
| Colts recebendo       |                       |                       |                       |                       |                       |
|                       | Rec4                  | Jardas                | TD                    | LG3                   | Alvos5                |
| Roy Jefferson         | 3                     | 52                    | 0                     | 23                    | 7                     |
| John Mackey           | 2                     | 80                    | 1                     | 75                    | 2                     |
| Ed Hinton             | 2                     | 51                    | 0                     | 26                    | 7                     |
| Sam Havrilak          | 2                     | 27                    | 0                     | 25                    | 2                     |
| Tom Nowatzke          | 1                     | 45                    | 0                     | 45                    | 1                     |
| Norm Bulaich          | 1                     | 5                     | 0                     | 5                     | 4                     |
| Tom Mitchell          | 0                     | 0                     | 0                     | 0                     | 1                     |
| Ray Perkins           | 0                     | 0                     | 0                     | 0                     | 1                     |

| Cowboys passando a bola | Cowboys passando a bola | Cowboys passando a bola | Cowboys passando a bola | Cowboys passando a bola | Cowboys passando a bola |
|                         | C/Ten1                  | Jardas                  | TD                      | INT                     | Rating                  |
| ----------------------- | ----------------------- | ----------------------- | ----------------------- | ----------------------- | ----------------------- |
| Craig Morton            | 12/26                   | 127                     | 1                       | 3                       | 34.1                    |
| Cowboys correndo        |                         |                         |                         |                         |                         |
|                         | Cor2                    | Jardas                  | TD                      | LG3                     | Jds/Cor                 |
| Walt Garrison           | 12                      | 65                      | 0                       | 19                      | 5.42                    |
| Duane Thomas            | 18                      | 35                      | 0                       | 7                       | 1.94                    |
| Craig Morton            | 1                       | 2                       | 0                       | 2                       | 2.00                    |
| Cowboys recebendo       |                         |                         |                         |                         |                         |
|                         | Rec4                    | Jardas                  | TD                      | LG3                     | Alvos5                  |
| Dan Reeves              | 5                       | 46                      | 0                       | 17                      | 6                       |
| Duane Thomas            | 4                       | 21                      | 1                       | 7                       | 5                       |
| Walt Garrison           | 2                       | 19                      | 0                       | 14                      | 6                       |
| Bob Hayes               | 1                       | 41                      | 0                       | 41                      | 4                       |
| Mike Ditka              | 0                       | 0                       | 0                       | 0                       | 1                       |
| Reggie Rucker           | 0                       | 0                       | 0                       | 0                       | 1                       |

1Completo/Tentativas 2Corridas 3Mais longo ganho de jardas 4Recepções 5alvos

### Recordes
Os seguintes recordes foram definidos ou empatados no Super Bowl II, de acordo com o boxcore oficial da NFL.com, o livro de registros e fatos da NFL de 2016 e o resumo do jogo da ProFootballreference.com. Alguns recordes precisam atender ao número mínimo de tentativas da NFL para serem reconhecidos. Os mínimos são mostrados (entre parênteses).
| Recordes de Jogadores                                             | Recordes de Jogadores | Recordes de Jogadores                                               |
| ----------------------------------------------------------------- | --------------------- | ------------------------------------------------------------------- |
| Mais longa jogada de pontuação                                    | 75 yd pass            | John Mackey                                                         |
| Recepção mais longa                                               | 75 yds                | John Mackey                                                         |
| Recepção de touchdown mais longa                                  | 75 yds                | John Mackey                                                         |
| Passe mais longo                                                  | 75 yds (TD)           | Johnny Unitas                                                       |
| Mais interceptações, carreira                                     | 4                     | Earl Morrall                                                        |
| Recordes de times especiais                                       |                       |                                                                     |
| Mais jardas de retorno de kickoff, jogo                           | 90 yds                | Jim Duncan (Bal)                                                    |
| Mais jardas de retorno de kickoff, carreira                       | 90 yds                | Jim Duncan (Bal)                                                    |
| Maior média de retorno do kickoff, jogo (3 retornos)              | 22.5 yds (4-90)       | Jim Duncan (Bal)                                                    |
| Maior média de retorno do kickoff, carreira (4 retornos)          | 22.5 yds (4-90)       | Jim Duncan (Bal)                                                    |
| Mais punts, jogo                                                  | 9                     | Ron Widby (Dal)                                                     |
| Mais fair catches, jogo                                           | 3                     | Ron Gardin (Bal)                                                    |
| Recordes empatados                                                |                       |                                                                     |
| Mais interceptações, jogo                                         | 2                     | Chuck Howley(Dal)                                                   |
| Mais interceptações, carreira                                     | 2                     | Chuck Howley(Dal)                                                   |
| Mais kickoff retornados, jogo                                     | 4                     | Jim Duncan                                                          |
| Mais kickoff retornados, carreira                                 | 4                     | Jim Duncan                                                          |
| Mais fumbles, jogo Mais fumbles, carreira                         | 1                     | Ron Gardin Johnny Unitas Jim Duncan Eddie Hinton (Bal) Earl Morrall |
| Mais fumbles, jogo Mais fumbles, carreira                         | 1                     | Duane Thomas (Dal)                                                  |
| Mais fumbles recuperados, jogo Mais fumbles recuperados, carreira | 1                     | Earl MorrallJim Duncan                                              |
| Mais fumbles recuperados, jogo Mais fumbles recuperados, carreira | 1                     | Cliff Harris Jethro Pugh (Dal) Richmond Flowers                     |

## Titulares
Fonte:
‡ - Hall of Fame
| Baltimore Colts | Posições | Dallas           |
| --------------- | -------- | ---------------- |
| Ataque          |          |                  |
| Eddie Hinton    | WR       | Bob Hayes‡       |
| Bob Vogel       | LT       | Ralph Neely      |
| Glenn Ressler   | LG       | John Niland      |
| Bill Curry      | C        | Dave Manders     |
| John Williams   | RG       | Blaine Nye       |
| Dan Sullivan    | RT       | Rayfield Wright‡ |
| John Mackey‡    | TE       | Pettis Norman    |
| Roy Jefferson   | WR       | Reggie Rucker    |
| Johnny Unitas‡  | QB       | Craig Morton     |
| Norm Bulaich    | RB       | Duane Thomas     |
| Tom Nowatzke    | RB       | Walt Garrison    |
| Defesa          |          |                  |
| Bubba Smith     | LE       | Larry Cole       |
| Billy Ray Smith | LT       | Jethro Pugh      |
| Fred Miller     | RT       | Bob Lilly‡       |
| Roy Hilton      | RE       | George Andrie    |
| Ray May         | LLB      | Dave Edwards     |
| Mike Curtis     | MLB      | Lee Roy Jordan   |
| Ted Hendricks‡  | RLB      | Chuck Howley     |
| Charlie Stukes  | LCB      | Herb Adderley‡   |
| Jim Duncan      | RCB      | Mel Renfro‡      |
| Jerry Logan     | LS       | Cornell Green    |
| Rick Volk       | RS       | Charlie Waters   |

## Juízes
- Juiz: Norm Schachter #56 - Segundo Super Bowl (I)
- Árbitro: Paul Trepinski #22 - Primeiro Super Bowl
- Juiz de linha: Ed Marion #26 - Primeiro Super Bowl
- Juiz de linha: Jack Fette #39 - Primeiro Super Bowl
- Juiz do fundo: Hugh Gamber #70 - Primeiro Super Bowl
- Juiz de Campo: Fritz Graf #34 - Primeiro Super Bowl
- Juiz reserva: Jack Reader #42 - Trabalhou nos Super Bowls I e III como um Juiz de Fundo. Nomeado Diretor Assistente de Arbitragem da NFL em 1974.
- Árbitro reserva: Pat Harder #88 - Nunca teve uma atribuição no campo em um Super Bowl. Árbitro reserva no Super Bowl XVI.

Nota: Um sistema de sete oficiais não foi utilizado até 1978, o Juiz de Fundo e o de Campo trocaram seus títulos em 1998.